# Menhirs de Men-Roquil
Les menhirs de Men-Roquil correspondent à un alignement mégalithique situé à Plouhinec dans le département français du Morbihan.

## Historique
Ces menhirs font l’objet d’un classement au titre des monuments historiques depuis le 18 novembre 1963.

## Présentation
L'alignement comporte quatre menhirs, deux étant couchés et les deux autres penchés. L'orientation de l'alignement demeure indéterminé.